# Trifluoruro de nitrógeno
El trifluoruro de nitrógeno (también conocido como trifluoroamonio, perfluoroamonio) es un compuesto inorgánico con fórmula de NF3. Este compuesto de nitrógeno y flúor, es un gas incoloro, tóxico, inflamable e inodoro. Se usa, cada vez con mayor frecuencia, como un grabador en la microelectrónica; además de ser utilizado (a menudo como reemplazo de los perfluorocarbonos) en la fabricación de pantallas planas de cristal líquido.

Modelo de la estructura de la molécula.

| Propiedades físicas del gas   |              |
| ----------------------------- | ------------ |
| Peso molecular                | 71.002 g/mol |
| Punto de fusión               | −206.8 °C    |
| Punto de ebullición           | −129 °C      |
| Densidad como líquido         | 1540 kg/m3   |
| Calor latente de vaporización | 163.02 kJ/kg |
| Temperatura crítica           | −39.2 °C     |
| Presión crítica               | 45.82 bar    |

## Síntesis y reactividad
El trifluoruro de nitrógeno es un raro ejemplo de un compuesto binario que no se puede preparar directamente de los elementos (es decir, el Nitrógeno no reacciona con el Flúor). Casi todos los demás elementos de la tabla periódica reaccionan de manera directa, a menudo violentamente, con flúor.
Después de la primera de intentar la síntesis en 1903, Otto Ruff  elaboró 25 años después, trifluoruro de nitrógeno por la electrólisis de una mezcla fundida de fluoruro de amonio y fluoruro de hidrógeno. Esto resultó ser mucho menos reactivo que el tricloruro de nitrógeno. Hoy en día, está dispuesto tanto por la reacción directa de amoniaco y el flúor y por una variación del método de Ruff.
Se presenta en botellas a presión.
El NF3 es ligeramente soluble en agua sin sufrir reacción química. Es no básica con un bajo momento dipolar de 0,2340 D. Por el contrario, el amoniaco es básico y muy polar (1,47 D). Esta diferencia surge de los átomos de flúor en calidad de retirada de los grupos de electrones, que atrae a prácticamente todos los electrones par solitario en el átomo de nitrógeno. NF3 es un oxidante potente pero lento.
Oxida el cloruro de hidrógeno a cloro:
2 NF3 + 6 HCl → 6 HF + N2 + 3 Cl2
Se convierte en tetrafluoruro de hidrazina al entrar en contacto con los metales, pero solo a altas temperaturas:
2 NF3 + Cu → N2F4 + CuF2
NF3 reacciona con el flúor y el pentafluoruro de antimonio para dar la sal de tetrafluoruro de amonio:
NF3 + F2 + SbF5 → NF+
4SbF−
6

## Aplicaciones en la electrónica
El trifluoruro de nitrógeno se utiliza principalmente para eliminar el silicio y los compuestos de silicio durante la fabricación de dispositivos semiconductores como pantallas LCD, algunas células solares de película fina y otros microelectrónicos. En estas aplicaciones, el NF3 se descompone inicialmente en un plasma. Los radicales de flúor resultantes son los agentes activos que atacan el polisilicio, el nitruro de silicio y el óxido de silicio. También pueden utilizarse para eliminar siliciuro de wolframio, wolframio y algunos otros metales. Además de servir como agente grabador en la fabricación de dispositivos, el NF3 también se utiliza ampliamente para limpiar las cámaras de PECVD.
EL NF3 se disocia más fácilmente en una descarga a baja presión que los compuestos perfluorados (PFC) y el hexafluoruro de azufre (SF6). La mayor abundancia de radicales libres cargados negativamente generados de este modo puede dar lugar a mayores índices de eliminación de silicio y proporcionar otras ventajas de proceso, como una menor contaminación residual y una menor tensión de carga neta en el dispositivo que se está fabricando. Como agente de limpieza y grabado que se consume algo más, el NF3 también se ha promocionado como sustituto preferible desde el punto de vista medioambiental del SF6 o PFC como el hexafluoroetano.
La eficiencia de utilización de los productos químicos aplicados en los procesos de plasma varía mucho entre equipos y aplicaciones. Una fracción considerable de los reactivos se desperdicia en la corriente de escape y, en última instancia, puede emitirse a la atmósfera terrestre. Los modernos sistemas de reducción pueden disminuir sustancialmente las emisiones atmosféricas. EL NF3 no ha estado sujeto a restricciones de uso significativas. La notificación anual de la producción, el consumo y las emisiones de residuos de NF3 por parte de los grandes fabricantes como respuesta al crecimiento atmosférico observado y al Protocolo internacional de Kioto.
El gas flúor altamente tóxico (F2, flúor diatómico) es un sustituto neutro para el clima del trifluoruro de nitrógeno en algunas aplicaciones de fabricación. Requiere una manipulación y unas precauciones de seguridad más estrictas, especialmente para proteger al personal de fabricación.
El trifluoruro de nitrógeno también se utiliza en los láseres de fluoruro de hidrógeno y fluoruro de deuterio, que son tipos de láseres químicos. En estos casos, también se prefiere al gas flúor debido a sus propiedades de manipulación más cómodas.

## Trifluoruro de nitrógeno como gas contaminante

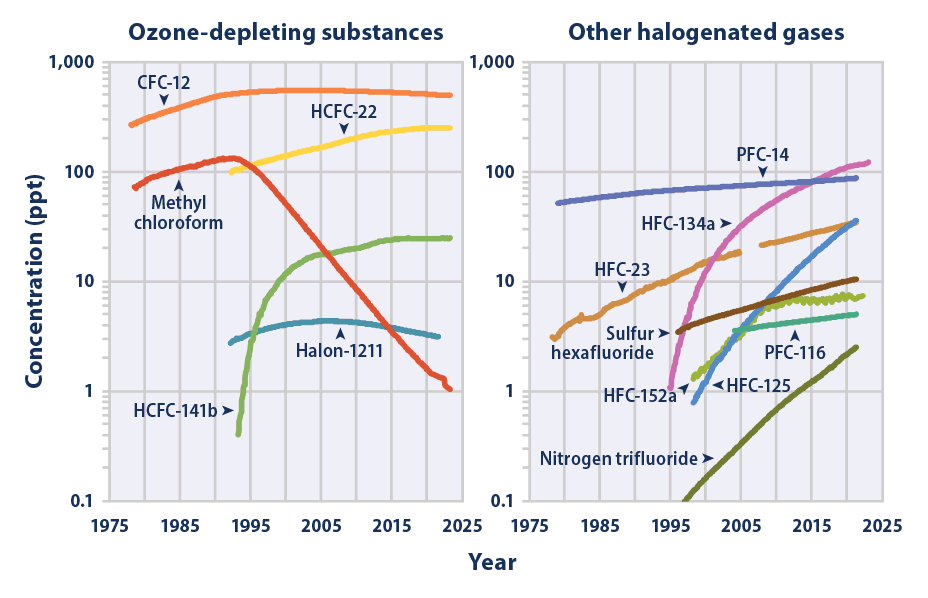
En el gráfico de la derecha se muestra el crecimiento de la concentración atmosférica de NF_{3} desde la década de 1990, junto con un subconjunto de gases artificiales similares. Obsérvese la escala logarítmica.

NF3 es un gas de efecto invernadero, con un potencial de calentamiento global (PCG) 17.200 veces superior al del CO2 en un periodo de 100 años. Su índice GWP sólo es superado por el SF6 en el grupo de gases de efecto invernadero reconocidos por Kioto, y el NF3 se incluyó en ese grupo con efecto a partir de 2013 y el inicio del segundo período de compromiso del Protocolo de Kioto. Tiene una vida atmosférica estimada de 740 años, aunque otros trabajos sugieren una vida ligeramente más corta de 550 años (y un GWP correspondiente de 16.800).
Aunque el NF3 tiene un alto GWP, durante mucho tiempo se ha supuesto que su forzamiento radiativo en la atmósfera terrestre es pequeño, presumiendo que sólo se liberan pequeñas cantidades a la atmósfera. Las aplicaciones industriales del NF3 lo descomponen de forma rutinaria, mientras que en el pasado los compuestos regulados utilizados anteriormente, como el SF6 y los PFC. La investigación ha cuestionado los supuestos anteriores. Aplicaciones de gran volumen como la producción de memorias informáticas DRAM, la fabricación de pantallas planas y la producción a gran escala de células solares de película fina utilizan NF3.
Desde 1992, cuando se producían menos de 100 toneladas, la producción ha crecido hasta alcanzar unas 4.000 toneladas en 2007 y se prevé que aumente considerablemente. Se prevé que la producción mundial de NF3 alcance las 8.000 toneladas anuales en 2010. El mayor productor mundial de NF3 es la empresa estadounidense de gases industriales y productos químicos Air Products & Chemicals. Se calcula que el 2% del NF3 se libera a la atmósfera. 
Robson prevé que la concentración atmosférica máxima sea inferior a 0,16 partes por trillón (ppt) en volumen, lo que supondrá menos de 0,001 Wm-2 de forzamiento IR. La concentración troposférica media mundial de NF3 ha aumentado de aproximadamente 0,02 ppt (partes por billón, fracción molar de aire seco) en 1980, a 0,86 ppt en 2011, con una tasa de aumento de 0,095 ppt año-1, o alrededor del 11% por año, y un gradiente interhemisférico que es consistente con las emisiones que se producen abrumadoramente en el hemisferio norte, como era de esperar. Esta tasa de aumento en 2011 corresponde a unas 1200 toneladas métricas/año de emisiones de NF3 a nivel mundial, o alrededor del 10% de las estimaciones de producción mundial de NF3. Se trata de un porcentaje significativamente superior al estimado por la industria, lo que refuerza la necesidad de inventariar la producción de NF3 y regular sus emisiones. Un estudio del que son coautores representantes de la industria sugiere que la contribución de las emisiones de NF3 al balance global de gases de efecto invernadero de la fabricación de células solares de Si de capa fina es clara.
La CMNUCC, en el contexto del Protocolo de Kioto, decidió incluir el trifluoruro de nitrógeno en el segundo periodo de cumplimiento del Protocolo de Kioto, que comienza en 2012 y finaliza en 2017 o 2020. Siguiendo esta línea, el Protocolo de GEI del WBCSD/WRI está modificando todas sus normas (corporativas, de producto y de Alcance 3) para incluir también el NF3.

## Efectos del gas en humanos
El contacto de la piel con el NF3 no es peligroso, ya que es un irritante relativamente menor para las membranas mucosas y los ojos. Es un irritante pulmonar con una toxicidad comparable con los óxidos de nitrógeno, y la sobreexposición por inhalación provoca la conversión de la hemoglobina en la sangre a metahemoglobina, que puede conducir a la condición de metahemoglobinemia.